# Moréna

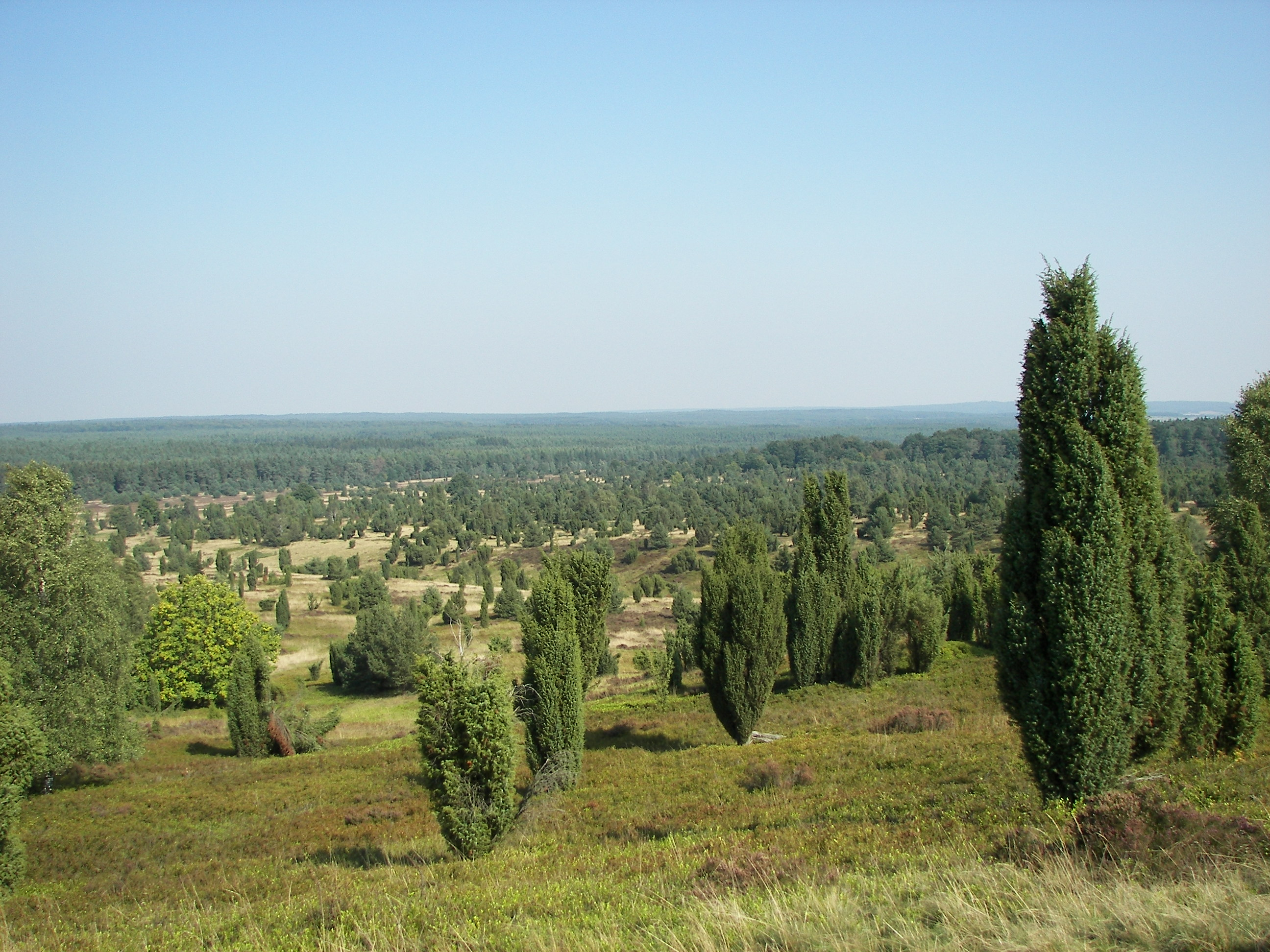
Kilátás a Lüneburger Heide egyik morénahalmáról, amelyet az utolsó előtti jégkorszakban toltak fel a gleccserek.

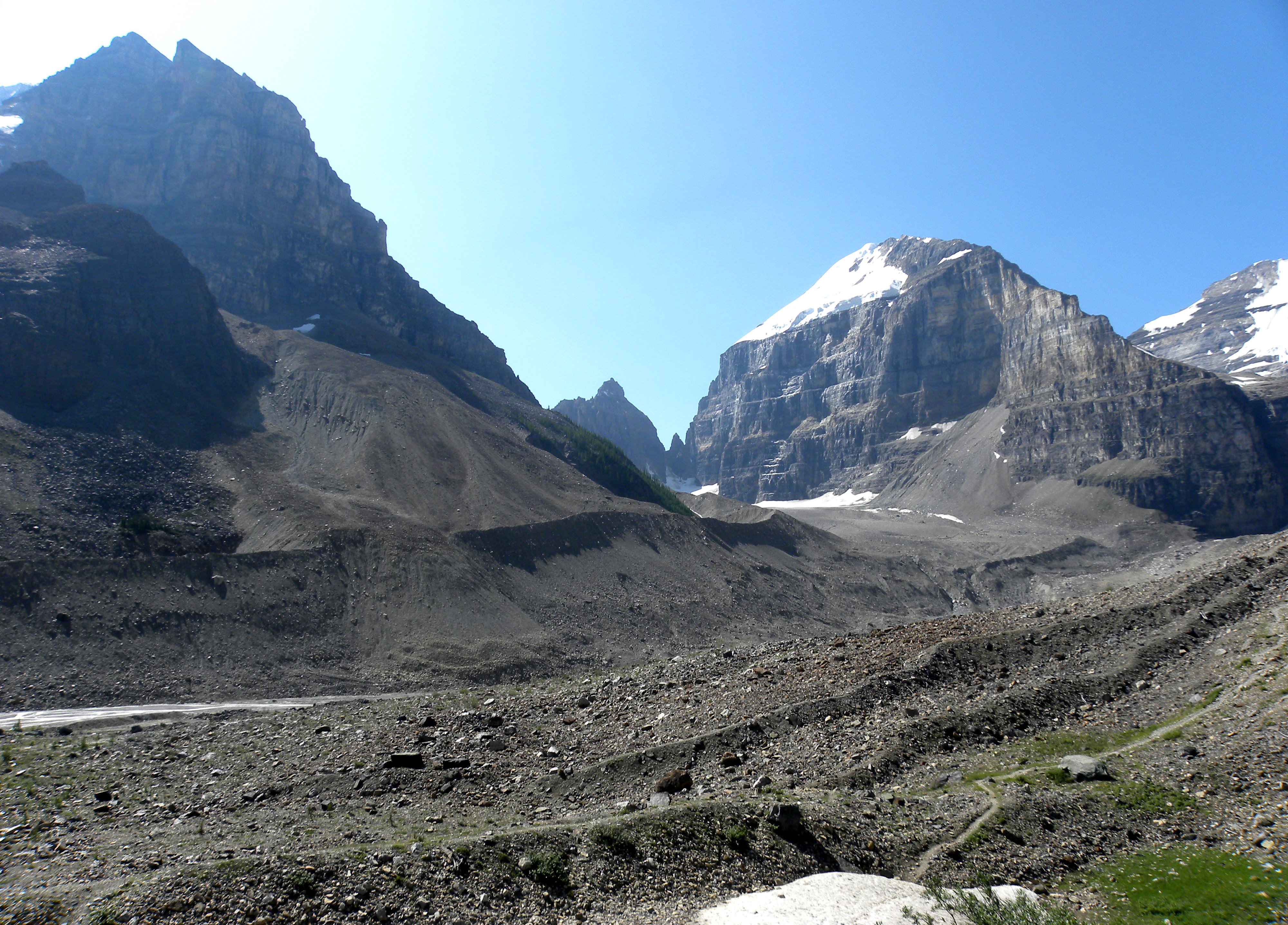
Az albertai Lake Louise feletti morénák

A moréna a gleccserek vagy mozgó jégtakaró által szállított, lerakott kőzettörmelék. A szó olasz-francia eredetű, az Alpokban kialakult morénákra alkalmazták eredetileg az ott lakók.
Fő formái az oldalmoréna, amit a gleccser haladása közben oldalt rak le a magával hordott törmelékből, és a végmoréna (vagy homlokmoréna), ami a gleccser végénél keletkezik a jég által maga előtt tolt anyagból. Két gleccser egyesülése során köztük egy ideig válaszfalként jelenik meg az addigi oldalmoréna; ezt középmorénának nevezik.
Különleges esete a morénahalom, ami száz méter körüli magasságot is elérhet. Ezt egyes nyelvekben már nem is a morénák közé sorolják (németül Eisrandlage, hollandul stuwwall; de angolul push moraine). A morénahalmok sík vidéken, főleg Észak-Európában alakultak ki a jégkorszaki jégtakarók peremén a mozgó jégtömegek által feltorlaszolt lágyabb kőzetekből, gyakran az ősfolyamvölgyek közelében.